# Graham (Karolina Północna)
Graham – miasto w Stanach Zjednoczonych, w stanie Karolina Północna, w hrabstwie Alamance.